# Rádio Nostalgia
Rádio Nostalgia foi uma emissora de rádio que emitia nas áreas metropolitanas de Lisboa e do Porto, fundada em 1993 que funcionou até 2016.

## História
A Rádio Nostalgia nasce por intermédio do grupo Presslivre na frequência de 103,0 MHz do Barreiro, e depressa se tornou numa estação muito famigerada por ter uma programação musical distinta, com músicas dos anos 60, 70 e 80.
Em 1996, a Rádio Comercial (que era do mesmo grupo) passa a emitir a mesma programação em FM e na OM, libertando assim a rede regional sul com o fim da Rádio Comercial Onda Média. No ano seguinte, o grupo Presslivre vende as duas estações, Rádio Comercial e Nostalgia ao então grupo SOCI - Sociedade de Comunicação Independente - grupo que detinha o jornal O Independente, e que actualmente é designado por Media Capital. Entretanto a Nostalgia começa a emitir na região do Porto em 100,8 MHz da Maia.
Em 2003, a Media Capital muda o nome e a programação da Rádio Nostalgia, passando a chamar-se Rádio Clube Português, produto que segue as mesmas linhas musicais da Nostalgia, mas que usa a mesma imagem do antigo Rádio Clube Português. A Nostalgia passou a emitir exclusivamente online no portal Cotonete até 2006.
Em Junho de 2011, Luís Montez adquiriu a Rádio Europa Lisboa e em Setembro do mesmo ano, a Rádio Nostalgia regressou ao éter. A Nostalgia pertencia agora ao Grupo Luso Canal. 
Sob o mote "bons tempos, grandes canções", a Rádio Nostalgia dedicava a sua programação musical aos chamados "oldies", grandes clássicos intemporais, especialmente das décadas de 60, 70 e 80. A estação era um franchising da homónima francesa, Nostalgie, pertença do grupo Energie, que se destina a um grupo-alvo de ouvintes entre os 35 e os 55 anos.
Em Outubro de 2016 a Rádio Nostalgia anunciou o seu fim. O empresário Luís Montez explicou que a estação "chocava" com a M80, outra estação que tem um público-alvo e uma programação muito semelhante.
As frequências ocupadas pela Rádio Nostalgia vão passar para a Rádio Super Bock Super Rock. O regulador dos media ERC autorizou a mudança do nome de Rádio Nostalgia para Rádio SBSR com duas condições, uma das quais a impossibilidade de a venda de espaço publicitário à Unicer ultrapassar 50% do total de tempo reservado à publicidade.

## Frequências
- 90,4 MHz Lisboa
- 91,0 MHz Porto